# Knox (snus)
Knox är ett svenskt snusvarumärke som tillverkas av Skruf Snus AB.
Varumärket Knox började utvecklas 2005 och lanserades 2006. På åtta år blev Knox Sveriges näst största snusvarumärke.